# Глубоково (Псковская область)
Глубоково — деревня на юго-востоке Бежаницкого района Псковской области. Входит в состав сельского поселения Бежаницкая волость.
Расположена в 8 километрах к юго-востоку от райцентра Бежаницы и в 1 километре к юго-западу от деревни  Фишнево.
Численность населения деревни составляет 10 жителей (2000 год).